# Germs-sur-l’Oussouet
Germs-sur-l’Oussouet település Franciaországban, Hautes-Pyrénées megyében. Lakosainak száma 101 fő (2022. január 1.). Germs-sur-l’Oussouet Ossun-ez-Angles, Arrodets-ez-Angles, Bagnères-de-Bigorre, Cheust, Labassère, Neuilh és Ourdis-Cotdoussan községekkel határos.

## Népesség
A település népességének változása:
| Lakosok száma | 100  | 110  | 112  | 110  | 109  | 107  | 106  | 104  | 101  |
|               | 2013 | 2015 | 2016 | 2017 | 2018 | 2019 | 2020 | 2021 | 2022 |